# Dyer (Indiana)
Dyer ist eine Town des Lake County im US-Bundesstaat Indiana. Die Einwohnerzahl beträgt 15.976 (Stand 2019). Die Siedlung ist Teil der Metropolregion Chicago.

## Geschichte
Im Jahr 1830 kamen die ersten dauerhaften weißen Siedler nach Nordwest-Indiana. Die frühesten historischen Aufzeichnungen stammen aus dem Jahr 1838. Am 1. Juni 1855 wurde der ursprüngliche Grundriss der Siedlung festgelegt. Aaron Norton Hart, ein Siedler aus Philadelphia, Pennsylvania, spielte eine Schlüsselrolle bei der Entwicklung der Infrastruktur von Dyer in den 1860er und 1870er Jahren. Hart überwachte den Bau von Straßen und die Einführung eines Entwässerungsgrabensystems, das die landwirtschaftliche und kommerzielle Nutzung des sumpfigen Landes ermöglichte. Hart wurde 1883 bei Arbeiten an einem Graben in der Nähe des Plum Creek getötet. Die Hart Street, eine der wichtigsten Nord-Süd-Straßen von Dyer, trägt seinen Namen. Harts Frau, Martha Dyer Hart, ist die Namensgeberin der Stadt.
Dyer wurde am 8. Februar 1910 als Town nach dem Gesetz von Indiana gegründet. 

## Demografie
Nach einer Schätzung von 2019 leben in Dyer 15.976 Menschen. Die Bevölkerung teilt sich im selben Jahr auf in 84,9 % Weiße, 4,8 % Afroamerikaner, 0,7 % amerikanische Ureinwohner, 3,9 % Asiaten und 2,3 % mit zwei oder mehr Ethnizitäten. Hispanics oder Latinos aller Ethnien machten 9,7 % der Bevölkerung aus. Das mittlere Haushaltseinkommen lag bei 84.202 US-Dollar und die Armutsquote bei 3,1 %.

## Infrastruktur
Hauptverkehrslinie ist der U.S. Highway 30. Daneben gibt es einen von Amtrak betriebenen Bahnhof, welcher Passagierverbindungen anbietet.